# Göran von Otter
Le baron Göran von Otter (1907-1988) est un diplomate suédois, notamment en poste à Berlin pendant la Seconde Guerre mondiale.

## Biographie
Issu d'une famille aristocratique portant le titre de baron du Saint-Empire, Göran von Otter est le petit-fils de Fredrik von Otter, chef du gouvernement suédois entre 1900 et 1902. Il sera également le père de la journaliste Birgitta von Otter et de la mezzo-soprano Anne-Sofie von Otter.
Secrétaire de légation à l'ambassade de Suède à Berlin, Otter rencontre, dans la nuit du 22 au 23 août 1942, à bord d'un train reliant Varsovie à Berlin, l'officier SS Kurt Gerstein. Celui-ci est de retour du camp de Treblinka et, la veille, a assisté au gazage de plusieurs centaines de Juifs au camp de Bełżec.
Otter racontera après guerre que Gerstein lui remet alors un rapport détaillant précisément ce qui s'était passé à Belzec, l'implorant de transmette l'information aux autorités de son pays, neutre pendant le conflit.
Craignant d'abord que Gerstein ne soit un espion allemand promouvant de la désinformation, il est finalement convaincu par les esquisses de carte du camp dessinées par Gerstein, ainsi que par les bons de commande de gaz Zyklon B.
De retour à Berlin, Otter reçoit la consigne de ne pas retranscrire le témoignage de l'officier SS, mais de rapporter oralement ces informations à des officiels du ministère des Affaires étrangères, à Stockholm. Elles demeureront néanmoins lettre morte. En 1961, le ministère suédois reconnaîtra avoir bien reçu ces informations.
Après la chute du Troisième Reich, Otter essaie de localiser Gerstein, mais n'y parvient qu'après le suicide présumé de celui-ci, dans sa cellule de la prison du Cherche-Midi, le 25 juillet 1945 à Paris.
Avant sa disparition en 1988, Göran von Otter évoquera à plusieurs reprises ses regrets de ne pas être parvenu à faire « plus de vagues », sa fille précisant que son « père portait le fardeau d’avoir fait trop peu, trop tard ».